# Tucker Marshall
Tucker Marshall (12 agosto 1990) è un ex sciatore alpino statunitense.

## Biografia
Specialista delle prove tecniche attivo dal dicembre del 2005, in Nor-Am Cup Marshall ha esordito il 2 dicembre 2008 a Loveland in slalom speciale, senza completare la prova, ha colto l'unico podio il 5 gennaio 2009 a Mont Sainte-Marie nella medesima specialità (3º) e ha preso per l'ultima volta il via il 28 marzo 2022 a Sugarloaf sempre in slalom speciale (12º). Si è ritirato al termine di quella stessa stagione 2021-2022 e la sua ultima gara è stata uno slalom speciale FIS disputato il 1º aprile a Sugarbush; non ha debuttato in Coppa del Mondo e non ha preso parte a rassegne olimpiche o iridate.

## Palmarès

### Nor-Am Cup
- Miglior piazzamento in classifica generale: 27º nel 2020
- 1 podio:
  - 1 terzo posto